# Christus vincit!
Christus vincit! Christus regnat! Christus imperat! (Nederlands: Christus overwint! Christus regeert! Christus heerst!  is een latijnse lofzang. 
Deze hymne wordt in de Katholieke Kerk gezongen bij plechtige gebeurtenissen, vaak enkel bij pontificale hoogmissen. Het bestaat uit zes "delen" en is een van de langstdurende hymnes. 

## Tekst
Christus vincit! Christus regnat! Christus imperat! (x2)
Exaudi, Christe.
Ecclesiae santae Dei salus perpetua.
Redemptor mundi, tu illam adiuva.
Sancta Maria, tu illam adiuva.
Sancta Mater Ecclesiae, tu illam adiuva.
Regina Apostolorum, tu illam adiuva.
Sancte Michael, tu illam adiuva.
Sancte Ioannes Baptista, tu illam adiuva.
Sancte Ioseph, tu illam adiuava.
 Christus vincit! Christus regnat! Christus imperat!
Exaudi, Christe.
Francisco, Summo Pontifici et universali Papae, vita!
Salvator mundi, tu illum adiuva.
Sancte Petre, tu illum adiuva.
Sancte Paule, tu illum adiuva.
 Christus vincit! Christus regnat! Christus imperat!
Exaudi, Christe.
Episcopis catholicae et apostolicae fidei cultoribus,
eorumque curis fidelibus, vita!
Salvator mundi, tu illos adiuva.
Sancte Andrea, tu illos adiuva.
Sancte Iacobe, tu illos adiuva.
Sancte Ioannes, tu illos adiuva.
Sancte Thoma, tu illos adiuva.
Sancte Iacobe, tu illos adiuva.
Sancte Philippe, tu illos adiuva.
Sancte Bartholomaee, tu illos adiuva.
Sancte Matthaee, tu illos adiuva.
Sancte Simon, tu illos adiuva.
Sancte Thaddaee, tu illos adiuva.
Sancte Matthia, tu illos adiuva.
Sancte Barnaba, tu illos adiuva.
Sancte Luca, tu illos adiuva.
Sancte Marce, tu illos adiuva.
Sancti Timothee et Tite, vos illos adiuvate.
 Christus vincit! Christus regnat! Christus imperat!
Sancti Protomartyres Romani, vos illos adiuvate.
Sancte Ignati, tu illos adiuva.
Sancte Polycarpe, tu illos adiuva.
Sancte Cypriane, tu illos adiuva.
Sancte Bonifati, tu illos adiuva.
Sancte Stanislae, tu illos adiuva.
Sancte Thoma, tu illos adiuva.
Sancti Ioannes et Thoma vos illos adiuvate.
Sancte Iosaphat, tu illos adiuva.
Sancte Paule, tu illos adiuva.
Sancte Ioannes et Isaac, vos illos adiuvate.
Sancte Petre, tu illos adiuva.
Sancte Carole, tu illos adiuva.
Sancta Agnes, tu illos adiuva.
Sancta Caecilia, tu illos adiuva.
Omnes  sancti martyres, vos illos adiuvate.
Sancte Clemens tu illos adiuva.
Sancte Athanasi, tu illos adiuva.
Sancte Leo Magne, tu illos adiuva.
Sancte Gregorio Magne, tu illos adiuva.
Sancte Ambrosi, tu illos adiuva.
Sancte Augustine, tu illos adiuva.
Sancti Basili et Gregori, vos illos adiuvate.
Sancte Ioannes, tu illos adiuva.
Sancte Martine, tu illos adiuva.
Sancte Patrici, tu illos adiuva.
Sancti Cyrille et Methodi, vos illos adiuvate.
Sancte Carole, tu illos adiuva.
Sancte Roberte, tu illos adiuva.
Sancte Francisce, tu illos adiuva.
Sancte Ioannes Nepomucene, tu illos adiuva.
Sancte Pie, tu illos adiuva.
Omnes sancti pontifices et doctores, vos illos adiuvate.
 Christus vincit! Christus regnat! Christus imperat!
Exaudi, Christe.
Populis cunctis et omnibus hominibus bonae voluntatis:
pax a Deo, rerum ubertas morumque civilium rectitudo.
Sancte Antoni, tu illos adiuva.
Sancte Benedicte, tu illos adiuva.
Sancte Bernarde, tu illos adiuva.
Sancte Francisce, tu illos adiuva.
Sancte Dominice, tu illos adiuva.
Sancte Philippe, tu illos adiuva.
Sancte Vincenti, tu illos adiuva.
Sancte Ioannes Maria, tu illos adiuva.
Sancta Catharina, tu illos adiuva.
Sancta Teresia a Iesu, tu illos adiuva.
Sancta Rosa, tu illos adiuva.
Omnes sancti presbyteri et religiosi, vos illos adiuvate.
Omnes sancti laici, vos illos adiuvate.
Christus vincit! Christus regnat! Christus imperat!
Ipsi soli imperium,
laus et iubilatio
per saecula saeculorum.
Amen.
 Christus vincit! Christus regnat! Christus imperat!
Tempora bona veniant! Pax Christi veniat!
Redemptis sanguine Christi.
Feliciter! Feliciter! Feliciter!
Regnum Christi veniat!
Deo Gratias!
Amen.